# Golden Brain Award
Der Golden Brain Award ist eine von der Minerva Foundation vergebene Auszeichnung für herausragende Leistungen auf dem Gebiet der Neurowissenschaften, insbesondere auf dem Feld des Sehens und anderer Funktionen des Gehirns. Der Preis wird üblicherweise auf der Jahreskonferenz der Society for Neuroscience überreicht und besteht aus einem vergoldeten Modell eines Gehirns. Die Skulptur wurde von Florence Resnikoff geschaffen. Nominierungen für den Preis erfolgen durch die vorangegangenen Preisträger.
Die Stiftung, die an der University of California, Berkeley (UCB) beheimatet ist, wurde 1983 von Hellen und Elwin Marg gegründet. Neben dem jährlich vergebenen Golden Brain Award unterstützt die Stiftung eine alle zwei Jahre durchgeführte Konferenz für Neuroästhetik und betreibt in unmittelbarer Nähe des Campus der UCB ein Gästehaus für Neurowissenschaftler.

## Preisträger
- 1985 Semir Zeki
- 1986 Gian F. Poggio
- 1987 David Sparks
- 1988 Denis Baylor
- 1989 Jeremy Nathans
- 1990 John M. Allman
- 1991 Robert H. Wurtz
- 1992 William T. Newsome
- 1993 Rüdiger von der Heydt
- 1994 Robert Desimone
- 1995 António R. Damásio
- 1996 Anne Treisman
- 1997 Claudio Galetti
- 1998 Heinz Wässle
- 1999 Nikos Logothetis
- 2000 Frederick Miles
- 2001 David Perrett
- 2002 Wolfram Schultz
- 2003 Karl Friston
- 2004 Atsushi Iriki
- 2005 Markus Meister
- 2006 Raymond Joseph Dolan
- 2007 Nancy Kanwisher
- 2008 Larry J. Young
- 2009 Karl Deisseroth
- 2010 Daniel Wolpert
- 2011 Leslie Ungerleider
- 2012 Michael Shadlen
- 2013 Joseph Anthony Movshon
- 2014 Doris Tsao
- 2015 Okihide Hikosaka
- 2016 Eero Simoncelli
- 2017 Ken Nakayama
- 2018 Winrich Freiwald
- 2019 Michael E. Goldberg
- 2020 John Maunsell
- 2021 Tirin Moore
- 2022 Margaret Livingstone
- 2023 Stephen Lisberger
- 2024 Sabine Kastner